# Amaurobius paon
Espèce
Amaurobius paon est une espèce d'araignées aranéomorphes de la famille des Amaurobiidae.

## Distribution
Cette espèce est endémique de Grèce. Elle se rencontre dans le Taygète.

## Publication originale
- Thaler & Knoflach, 1993 : Two new Amaurobius species (Araneae: Amaurobiidae) from Greece. Bulletin of the British Arachnological Society, vol. 9, p. 132-136.